# 定柱
宗室定柱（转写：Uksun Dingju，1779年1月7日—1842年2月15日，乾隆四十三年十一月二十日寅時－道光二十二年正月初六日寅時），字堯農。清朝遠支宗室正紅旗第一族奕字輩，清朝政治人物。

## 生平
嘉慶七年（1802年）八月，中式壬戌科繙譯鄉試繙譯舉人。
嘉慶十四年（1809年）四月，中式己巳恩科繙譯進士。
十七年（1812年）二月，授工部主事。
道光六年（1826年）九月，授宗人府副理事官。
十一年（1831年）九月，授宗人府理事官。隨後以原品休致。
二十二年（1842年）正月初六日，卒，年六十五歲。

## 家庭及關聯
- 七世祖：禮烈親王代善（1583年－1648年），清太祖高皇帝第二子，封和碩禮親王，諡烈，配饗太廟。
- 六世祖：穎毅親王薩哈璘（1604年－1636年），代善第三子，功封多羅貝勒，管理禮部事務，追封和碩穎親王，諡毅。
- 五世祖：順承恭惠郡王勒克德渾（1629年－1652年），薩哈璘第二子，襲封多羅順承郡王，官至議政王、平南大將軍，諡恭惠。
- 高祖父：順承忠郡王諾羅布（1650年－1741年），勒克德渾第三子，襲封多羅順承郡王，官至議政王、杭州將軍，諡忠。
- 曾祖父：郡王品級錫保（1688年－1717年），諾羅布第四子，襲封多羅順承郡王，官至都統、議政王，因事革退，卒照郡王品級殯葬。
- 祖父：宗室慶德（1711年－1765年），錫保第二子，閑散。
- 父：宗室玉林（1748年－1778年），慶德第一子，閑散。
- 母：溫都氏，玉林正室，筆帖式九格之女。
- 定柱為玉林次子，尚有一兄：德玉（1776年－？），閑散。

### 妻妾
- 正室：溫都氏，恆慶之女。
- 無側室。

### 子女
有五子。
- 長子：英奎（1802年－1844年），閑散。
- 次子：英流（1804年－？年），嘉慶二十一年過繼予其族叔圖爾賓為嗣。
- 三子：英晉（1806年－1806年），早卒。
- 四子：英良（1815年－1868年），閑散。
- 五子：英珊（1817年－？年），咸豐四年過繼予其族叔多齋為嗣。